# Rennsteiggarten Oberhof
Rennsteiggarten Oberhof (7 ettari) è un giardino botanico specializzato in flora di montagna, situato a Rennsteig presso Am Pfanntalskopf 3, Oberhof, Turingia, Germania. È aperto tutti i giorni nei mesi più caldi; è prevista una tassa di ammissione.
Il giardino è stato fondato nel 1970 sulla base di un'antica cava a un'altitudine di 868 metri sul Pfanntalskopf. Nel 1972 la Federazione culturale e l'Università di Jena accettarono il supporto scientifico e le piante che furono coltivate erano materiale del Botanischer Garten Jena. Nel 1980 fu creata una palude autoctona, con un giardino naturale iniziato nel 1985 per le piante protette delle montagne della Turingia e nel 1993 un giardino di erbe della Turingia.

## Specie
The garden contains about 4,000 species from the mountains of Europe, Asia, North and South America, New Zealand, and the Arctic, with a special focus on protected species of Thuringia. 
Le specie di interesse sono: Acinos alpinus, Adonis vernalis, Androsace carnea, Androsace helvetica, Aquilegia formosa, Arctostaphylos alpina, Calceolaria darwinii, Callianthemum anemonoides, Caltha howellii, Campanula barbata, Cornus canadensis, Cypripedium calceolus, Daphne arbuscula, Daphne blagayana, Dianthus glacialis, Eryngium alpinum, Fritillaria meleagris, Gentiana asclepiadea, Gentiana lutea, Gentiana occidentalis, Gentiana verna, Globularia cordifolia, Helichrysum bellidioides, Incarvillea mairei, Lilium bulbiferum, Lilium carniolicum, Lilium oxypetalum, Meconopsis integrifolia, Ramonda nathaliae, Rhododendron camtschaticum, Rhododendron ferrugineum, Salix hylematica, Soldanella alpina, Teucrium montanum, Thalictrum aquilegiifolium, Thymus doerfleri, and Tulipa montana.